# Scherzi (Chopin)

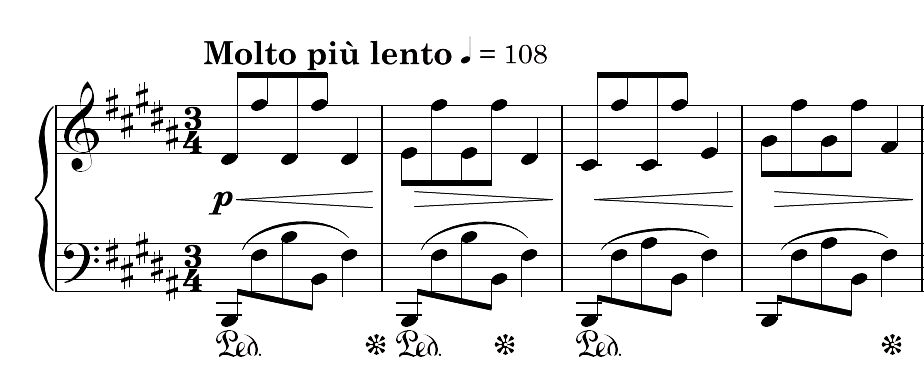
Fragment del Scherzo núm. 1 en el que apareix la cançó polonesa Lulajże Jezuniu

Frédéric Chopin va compondre quatre scherzi per a piano, tots elles obres que han sigut un referent en l'àmbit de la composició d'aquest tipus d'obra. Igual que els Impromptus, destaquen per la seva dificultat tècnica.
En realitat, Chopin va compondre sis scherzi, però quatre són els que es van publicar com a obres individuals; els altres dos formen part de les dues sonates, la Sonata op. 35 i la Sonata op. 58. Abans de Chopin, els scherzi més coneguts eren els que van compondre Beethoven i Mendelssohn i, sens dubte, deurien servir de model a Chopin. Per a ell, la forma scherzo (ABA o ternària) era, de fet, tan sols un esquelet, com la forma ternària ho era per a tota la seva música basada en danses. Chopin vestia aquest esquelet al seu antull.

## Els quatre scherzi
- Scherzo núm. 1. És l'op. 20 i està en si menor. La indicació és de Presto con fuoco i és una obra és fosca, molt dramàtica per portar la denominació de scherzo ("broma"); Schumann comentà que aquest scherzo, més que una broma, "camina amb vels foscos?".[3] La va compondre cap al 1831, com alguns dels estudis de l'opus 10. Tècnicament és molt complicada, una de les obres més difícils de Chopin. La secció central conté un fragment d'una cançó de Nadal polonesa: Lulajże Jezuniu.

- Scherzo núm. 2. Composta i publicada el 1837. És l'op. 31 i inicialment està en si bemoll menor, tot i que gran part de l'obra està escrita en re bemoll major o la major. Està dedicada a la comtessa Adèle Fürstenstein. Inicialment, té la indicació de "Presto".

- Scherzo núm. 3. És l'op. 39 i està en la tonalitat de do sostingut menor. Va ser compost a la Cartoixa de Valldemossa, a Mallorca el 1839.[4] El va dedicar a un dels seus deixebles preferits, Adolphe Gutmann.[5] Sòlidament construït, el més consistent dels quatre scherzi, amb una grandesa que recorda a Beethoven.

- Scherzo núm. 4. És l'op. 54 i està en mi major. Compost el 1842 i publicat el 1843, és el quart i el darrer dels seus scherzi i l'únic que està en mode major. També és el més llarg dels quatre.